# Jacques Flouret
Pour les articles homonymes, voir Flouret.
Jacques Flouret, né le 8 septembre 1907 à Saint-Maur-des-Fossés et mort le 4 octobre 1973 à Alès, est un athlète et un joueur français de basket-ball.

## Biographie
Troisième du concours de saut en longueur des Championnats de France d'athlétisme 1927, il remporte le titre national en 1928 ; il est deuxième l'année suivante. Il dispute le concours du saut en longueur des 
Jeux olympiques d'été de 1928 à Amsterdam ; il est éliminé au stade des qualifications.
Jacques Flouret évolue en équipe de France de basket-ball, dont il a été le capitaine, de 1930 à 1938, jouant 25 matchs et marquant 48 points. Il fait partie de la sélection française cinquième du Championnat d'Europe de basket-ball 1935 à Genève, éliminée au premier tour des Jeux olympiques d'été de 1936 à Berlin et troisième du Championnat d'Europe de basket-ball 1937 à Riga. Il évolue en club au Paris Université Club.
Il a été le président de l'Office du sport scolaire universitaire de 1938 à 1961, le président délégué de la Fédération française de basket-ball (FFBB) de 1950 à 1964, le président de la Commission technique de la FFBB en 1940, le président de la Commission des finances de la FFBB de 1947 à 1950 et le directeur de l'École normale supérieure d'éducation physique de 1951 à 1954.
Il fait partie de la promotion 2010 de l'Académie du basket-ball français.